# Conseil législatif de Brunei
Pour les autres articles nationaux ou selon les autres juridictions, voir Conseil législatif.
Bâtiment du Conseil législatif
Le Conseil législatif (en malais : Majlis Mesyuarat) est le parlement monocaméral de Brunei. Le Conseil tient ses séances annuellement en mars au Bâtiment du Conseil législatif à Bandar Seri Begawan.

## Histoire
Le Conseil législatif est institué en 1959 en vertu de l'article 23 de la Constitution de Brunei de 1959. Sa première séance a lieu à Lapau le 21 octobre 1959. En 1984, le Conseil a réussi à se réunir trente-deux fois ; la dernière fois étant la 21e séance tenue le 12 février 1984. Le sultan Hassanal Bolkiah dissout le Conseil le jour suivant. Depuis, les pouvoirs législatifs sont détenus uniquement par le sultan.
Brunei n'a plus de législature avant le 25 septembre 2004, date à laquelle le sultan décide de réinstituer l'ancien système. Le sultan destitue le Conseil le 1er septembre 2005 et, le jour suivant, le réinstitue selon la version modifiée de la Constitution de Brunei.